# All Star Extravaganza VI
L'édition 2014 de All Star Extravaganza est une manifestation de catch en pay-per-view (PPV), produite par la fédération américaine Ring of Honor (ROH), disponible en ligne et sur le site de partages vidéo Ustream. Le PPV s'est déroulé le 6 septembre 2014 au Mattamy Athletic Centre à Toronto en Ontario au Canada. Il s'agit de la 6e édition de All Star Extravaganza de l'histoire de la ROH.

## Contexte
Les spectacles de la Ring of Honor en paiement à la séance se composent de matchs aux résultats prédéterminés par les scénaristes de la ROH. Ces rencontres sont justifiées par des storylines - une rivalité avec un catcheur, la plupart du temps - ou par des qualifications survenues au cours de shows précédant l'évènement. Tous les catcheurs possèdent un gimmick, c'est-à-dire qu'ils incarnent un personnage face (gentil) ou heel (méchant), qui évolue au fil des rencontres. Un pay-per-view comme All Star Extravaganza est donc un événement tournant pour les différentes storylines en cours.

### reDRagon contre The Young Bucks
A War of the Worlds 2014, les reDRagon remportent les ROH World Tag Team Championship aux dépens des Young Bucks. Le 23 août, lors de Death Before Dishonor XII, les reDRagon et les Young Bucks s'associent et battent The Addiction et The Briscoe Brothers. La fédération annonce ensuite un match revanche avec comme stipulation une victoire au meilleur des trois tombés.

### Michael Elgin contre Jay Briscoe
A Best in the World 2014, Michael Elgin remporte le ROH World Championship en battant Adam Cole. Un match est annoncé entre Michael Elgin et Jay Briscoe, qui a été contraint d'abandonner son titre à la suite d'une blessure un an auparavant.

## Matchs
| #                                                                | Matchs, | Stipulation                                                                    | Durée |
| ---------------------------------------------------------------- | --- | ------------------------------------------------------------------------------ | ----- |
| Dark                                                             | Cheeseburger bat The Romantic Touch | Match simple                                                                   | 5:50  |
| 1                                                                | Mark Briscoe bat Hanson | Match simple                                                                   | 8:45  |
| 2                                                                | R.D. Evans & Moose (avec Ramon et Veda Scott (en)) battent The Decade (en) (Adam Page & B.J. Whitmer), The Monster Mafia (Ethan Gabriel Owens & Josh Alexander) et Caprice Coleman & Watanabe | Four Corners Tag Team match                                                    | 9:31  |
| 3                                                                | The Addiction (Christopher Daniels & Frankie Kazarian) battent The Decade (en) (Jimmy Jacobs & Roderick Strong)                                                                               | Match par équipe                                                               | 10:59 |
| 4                                                                | A.J. Styles bat Adam Cole | Match simple                                                                   | 23:18 |
| 5                                                                | Jay Lethal (c) (avec Truth Martini) bat Cedric Alexander | Match simple pour le ROH World Television Championship                         | 15:39 |
| 6                                                                | Jay Briscoe bat Michael Elgin (c) | Match simple pour le ROH World Championship                                    | 24:01 |
| 7                                                                | reDRagon (Kyle O'Reilly & Bobby Fish) (c) battent The Young Bucks (Nick Jackson & Matt Jackson)                                                                                               | Two out of Three Falls Tag Team match pour les ROH World Tag Team Championship | 18:20 |
| (c) désigne le(s) champion(s) défendant son titre dans le match. | |                                                                                |       |